# Maria Ljuslin
Anne Maria Sofie Ljuslin, född den 2 februari 1977, är en svensk regissör för teater och film. Hon är utbildad vid Stockholms Filmskola, Stockholms Elementära Teaterskola samt Kulturstudion. Ljuslin är ledamot av Stockholms kommunfullmäktige och vice ordförande i Hägersten-Liljeholmens stadsdelsnämnd. Hon arbetar som verksamhetsutvecklare inom folkbildning, är gift och har två barn.
Den ideella föreningen Stockholms Scenkonstlabb är registrerad på hennes bostadsadress.

## Teaterregi i urval
- 2008 – Inför lykta dörrar, Pygméteatern[5]
- 2009 – Sommar på Platonovka, Sommarteater i Vaxholm[6]
- 2009 – Kahlo, Unga Tur[7]
- 2010 – Blodxaft, Absoluta Publik Scenkonst[8]
- 2010 – Slangbågen, Absoluta Publik Scenkonst[9]